# Carles Mallol
Carles Mallol Quintana (Figueras, 1981) es un escritor, dramaturgo y guionista español cuya obra se ha desarrollado en catalán.
Licenciado en Comunicación Audiovisual en la especialidad de guion por la Universidad Pompeu Fabra, estudió también Dirección y Dramaturgia en el Instituto del Teatro de la Diputación de Barcelona y ha realizado numerosos cursos de dramaturgia en la barcelonesa Sala Beckett. Como autor y director teatral cabe destacar sus últimos trabajos como, L'home perseguit (2007), M de Mortal (2010) o Tornem després de la publicitat (2012). Es el director de la compañía teatral La Soga. También ha trabajado como guionista en series de televisión como La Riera o Ventdelplà. En 2013 ganó el 38.º Premio Born de Teatro por la obra Mata el teu alumne, una «comedia negra de temática parapsicológica» con personajes complejos y con muy buen ritmo narrativo según la crítica y que la editorial Arola Editors publicó en 2014.